# Château de Vilgénis
Le château de Villegénis est un château français situé dans la commune de Massy, en pays Hurepoix, aujourd'hui le département de l'Essonne et la région Île-de-France, à 15 kilomètres au sud-ouest de Paris.

## Situation
| \| Localisation du château de Vilgénis dans l'Essonne. · Château de Vilgénis \| Localisation du château de Vilgénis dans l'Essonne. |
| Localisation du château de Vilgénis dans l'Essonne. · Château de Vilgénis                                                           |

Le château de Villegénis est implanté à Massy à proximité des frontières avec Verrières-le-Buisson et Igny, sur la rive droite de la rivière la Bièvre, aux confins de la forêt de Verrières.

## Histoire

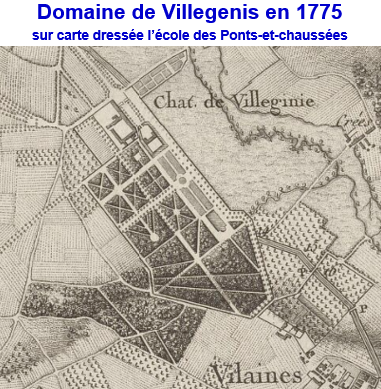
Domaine de Villegenis en 1775

Une villa rustica, était implantée à l'emplacement actuel du château depuis l'époque gallo-romaine. La villa Johannis, d'où le nom de Vilgénis provient d'un partage des terres du domaine de Jean seigneur de Massy au profit de l'un de ses fils Jean au début du XIIe siècle.   
En 1216 y est implantée une ferme fortifiée. 
Vers 1502, un château est édifié, composé d'une basse-cour équipée de bâtiments agricoles et d'un donjon, entourés d'une enceinte flanquée de quatre tours; le domaine appartenait alors à la famille Fourquaud, avocats et procureurs au Parlement de Paris, et seigneur de Villegénis et de Villemoisson. 
En 1575, le domaine passe à la famille de Vigny qui agrandit le domaine en annexant les terres d'Igny et Gommonvilliers. 
En 1616, c'est Bertrand de Solly qui achète le domaine relevant de la baronnie de Macy, puis en 1618, il est acquis par Charles Levoyer. 
Le 27 mars 1643, il revient à Barthélémy de Lafont et Étienne de Vigny. Le 6 septembre 1651, la veuve de ce dernier, Madeleine de Lafont, cède le château de Villegénis et ses dépendances, la terre et seigneurie d'Igny et le fief de Gommonvilliers sis en la paroisse d'Igny à Pierre d'Albertas, maître des requêtes, seigneur de Ners et Gémenos; en 1688, c'est Guy Carré de Montgeron qui en prit possession en attendant la majorité d'Henry-Reynaud d'Albertas (1674-1746), héritier de son grand-oncle. Ce dernier devint le premier président de la Cour des comptes de Provence. 
En 1719, Claude Glucq (1676-1742), magistrat et industriel parisien rachète le domaine (au père de son neveu par alliance) et décore son nouveau château de nombreuses œuvres d'art - dont celles de Nicolas Coustou - et commanda en 1725 au peintre animalier, Alexandre-François Desportes (1661-1743), un extraordinaire ensemble de toiles. Le domaine fut entouré d'eaux vives avec une chapelle.
Le 8 août 1741, Claude Glucq, ruiné, cède à Claude-Pierre, marquis de Sabrevois, capitaine de carabiniers et Louise de Guiry, son épouse, les terres et seigneuries de Villegénis, d'Igny, de Gommonvilliers, de Villaine ainsi que les terres et la métairie de la Fontaine-Michel pour 400 000 livres et 20 000 livres pour les meubles du château.
Mais dès le 7 décembre 1744, Élisabeth-Alexandrine de Bourbon-Condé dite mademoiselle de Sens (1705-1765), la plus jeune des filles de Louis III de Bourbon-Condé et de Louise-Françoise de Bourbon achète à son tour les fiefs et seigneuries de Villegénis, Igny et Gommonvilliers avec le château pour 430 000 livres. Pour financer cet achat, elle vend la terre et seigneurie de Vallery en Bourgogne à monsieur et madame de Launay pour 280 000 livres. D'après les plans de l'architecte Nicolas Dulin, la demeure est modifiée afin de devenir un des plus beaux châteaux des environs de Paris et en novembre 1748, les bois-taillis sont mis en vente.
En 1765, le domaine revient à Louis V Joseph de Bourbon-Condé - neveu d'Élisabeth-Alexandrine de Bourbon - qui fait replanter le parc, redessiner l'entrée du château, reconstruire les communs en 1774 et aménager une glacière. En 1787 le domaine de 455 hectares est légué à Louise-Adélaïde de Bourbon-Condé. 
En 1789 il est pillé, puis vendu comme bien national de l'« émigré  Louis-Jean-Capet » le 18 août 1795 à M. Detmar-Basse qui y installe une filature textile et qui le revend en 1806 à François Duprey-Blampain.
En 1823, Charles Arnoult Delorme fait démolir le château pour en récupérer et vendre les matériaux afin de construire à Paris, le passage Delorme ; il fait édifier à la place une maison bourgeoise décorée par Jean-Auguste-Dominique Ingres. 
En 1852, le prince Jérôme Bonaparte achète le domaine, agrandit la demeure dans le style Empire ainsi que les communs, fait construire des écuries, augmente la superficie du parc jusqu'au cours de la Bièvre qu'il fait creuser pour former deux lacs, dont un présentant la forme du bicorne à la cocarde de son frère Napoléon Ier. 
En 1860, c'est son fils Napoléon Joseph Charles Paul Bonaparte qui en hérite et qui le revend  en 1865 au peintre André Giroux qui le lègue à son gendre Louis Eugène Bazin-Giroux.

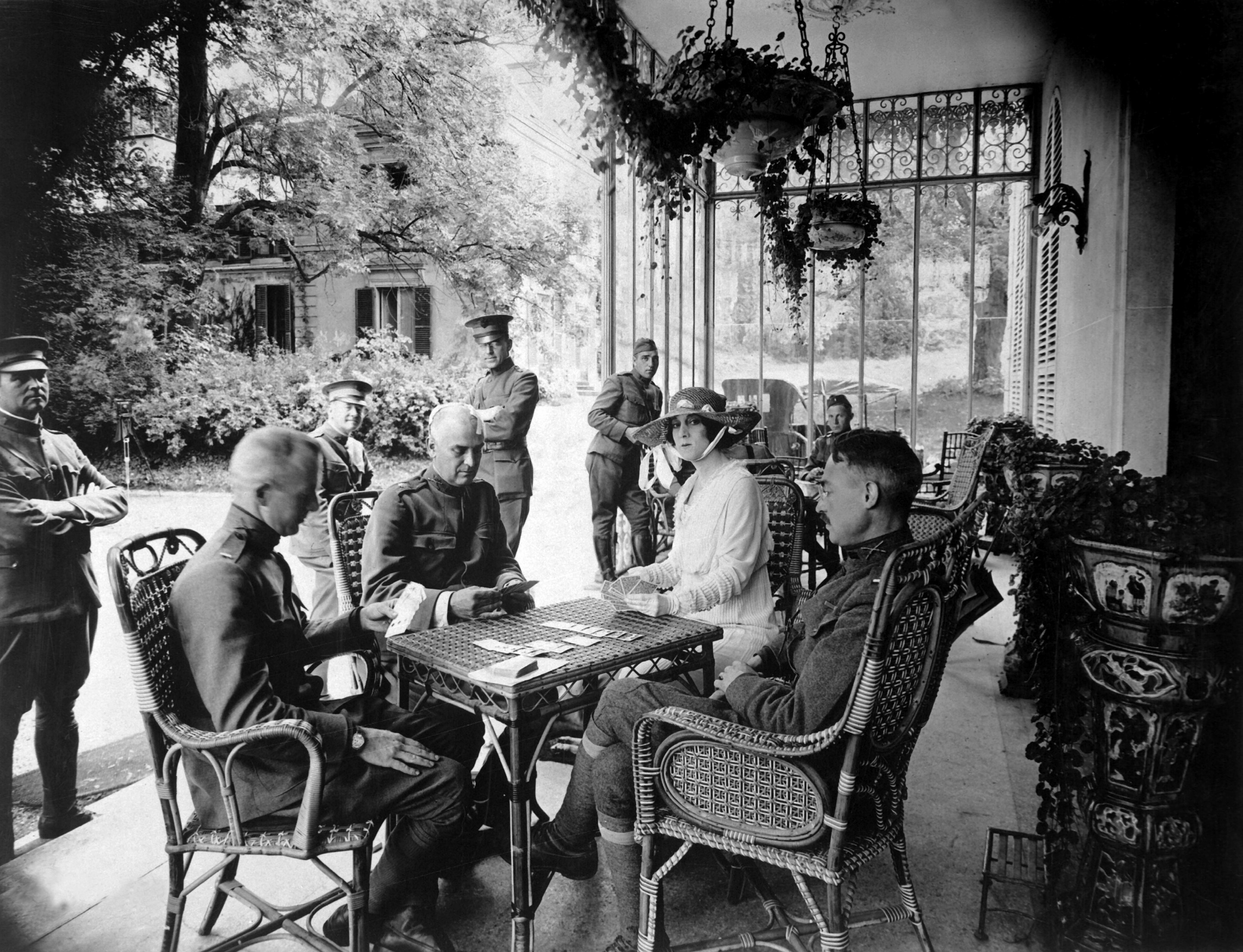
Des officiers blessés et madame W.E. Corey, femme de magnat de l'acier, qui offre sa maison à l'intention des officiers américains blessés

En 1906, le château est acheté en cadeau de mariage par l'homme d'affaires américain William Ellis Corey à son épouse la cantatrice Mabelle Gilman. Après leur divorce, elle garde le château et y reçoit son amant, l'infant d'Espagne Louis-Ferdinand d'Orléans. 
Au sortir de la Première Guerre mondiale, le château sert de maison de convalescence pour des officiers américains, comme le montre la photographie reproduite ci-contre. 
Du 14 juin 1940 au 28 juin 1941, l'état-major des unités de cavalerie de la SA[Information douteuse] s'installe au château ; il revient en juillet 1944 avant sa reddition en août 1944 obtenue par le commandant La Perrière de la 2e Division Blindée. 
Dès 1945, l'Armée de l'air réquisitionne le château, en 1946, Air France entame des négociations avec la famille Corey pour acheter le domaine mais c'est finalement l'État par l'intermédiaire du ministère des Travaux publics qui acquiert le tout et construit les premiers baraquements, avant de prononcer l'expropriation le 24 août 1950.

### L'époque Air France
En 1951, le centre obtient son autonomie administrative et financière, et dès 1952 s'installe le centre de formation du personnel navigant technique. Le 14 avril 1953, Air France règle les indemnités d'expropriation aux anciens propriétaires et remet en état la demeure à demi écroulée. 
En 1961, Air France laisse à l'État une partie des terrains pour y implanter le futur lycée polyvalent du Parc de Vilgénis. Le 30 avril 1963, l'État cède définitivement à Air France le terrain et les dépendances soit une superficie de soixante-huit hectares. 
Entre 1969 et 1970, le château est restauré mais le perron, la véranda et le balcon de la façade Nord sont supprimés. 
En 1974, Air France a le projet d'abattre les communs inscrits aux monuments historiques depuis le 18 juin 1948 mais y renonce. Finalement, le 23 septembre 1977, les communs qui datent de 1755 sont de nouveau classés en même temps que le château du XIXe siècle .

## Architecture
Le château est construit en briques et meulières, communes dans la région, et recouvert d'un enduit imitant la pierre de taille, selon un plan en « U », élevé sur trois niveaux, le dernier étant mansardé. La façade septentrionale présente une architecture rectiligne, le premier niveau accessible par un escalier à sept marches est percé de treize baies, trois pour l'avancée centrale, six pour le corps principal et deux par pavillon latéral. La symétrie est respectée pour l'étage supérieur, le troisième niveau, mansardé présente sur le pavillon central un fronton orné d'une aigle impériale, huit ouvertures sont pratiquées sur la largeur, deux œils-de-bœuf de chaque côté du fronton, deux lucarnes sur chaque toit du corps central et une lucarne par pavillon latéral. 
Jusque dans les années 1940, un balcon en fer forgé surmontait les trois baies centrales.
Les façades occidentale et orientale sont droites et percées de cinq baies pour les premier et deuxième niveaux, quatre lucarnes pour le troisième; jusque dans les années 1960, une véranda était aménagée sur la façade orientale occultant trois des cinq fenêtres du rez-de-chaussée.

Armes de Jérôme Bonaparte sur le fronton sud.

La façade principale méridionale matérialise la forme en « U » du bâtiment avec la tour centrale et le corps principal en retrait et les deux pavillons latéraux encadrant une terrasse au niveau du premier étage. Cinq ouvertures sont percées au niveau de la tour et du corps central, surmonté de deux œils-de-bœuf encadrant un nouveau fronton décoré des armes du prince Jérôme Bonaparte et quatre lucarnes dans la toiture mansardée, deux baies sur chaque pavillon se font face de chaque côté de la terrasse et une baie par niveau éclairent les pavillons latéraux. La terrasse couvre une avancée au rez-de-chaussée percée de neuf baies accessibles par trois escaliers à quatre marches, l'un central et deux latéraux en angle.
La toiture « à la Mansard » est couverte d'ardoise, sept cheminées la percent, la tour centrale est matérialisée par une hauteur plus importante; au centre de la toiture, un mât supportait une girouette et un paratonnerre.
S'ajoutent au château les communs selon un plan rectangulaire avec une cour centrale, des bâtiments à deux niveaux en « U » dans le sens inverse du château, fermé par un porche surmonté d'un beffroi ; une chapelle (détruite) et un pavillon de gardien à toit de chaume.

## Parc
Le parc d'une superficie de soixante-cinq hectares et planté de bosquets est parcouru dans sa limite Nord par la Bièvre qui alimente deux lacs creusés au XIXe siècle, dont l'un a depuis les années  1850 la forme du bicorne de Napoléon Ier, une île faisant office de cocarde. 
Un portail fermé par une grille en fer forgé large de cinq mètres et haute de quatre, appelé « Grille des Princes » en fermait l'accès. Un étang à l'extrémité est complète l'agrément du parc, qui comportait aussi une glacière et une roseraie avec une allée couverte et une fontaine.
En 2010, le parc réaménagé accueille cinq chalets faisant office de salles de formations, trois hangars, un amphithéâtre, un gymnase, deux salles de restaurant, un centre de loisirs et plusieurs bâtiments administratifs, six parcs de stationnement ont été aménagés, quatorze courts de tennis, deux terrains de football engazonnés, une piscine et une piste d'athlétisme implantés.

## Après Air France
Air France quitte le site en 2010.
Le 20 octobre 2011, l’ensemble est divisé en plusieurs parties.
- Huit hectares à l’ouest, le long de la limite communale d’Igny, sont conservés par Air France pour le Centre de formation des métiers de l’aérien dont le déménagement à Dugny est prévu pour 2018.
- Au centre, le château et une partie de l’espace naturel  jusqu’à la voie de la vallée de la Bièvre (RD 60), soit treize hectares, sont vendus par Air France à la société Safran pour un centre de formation et de conférences.
- Au nord-est, dix-huit hectares comprenant une zone humide autour du bras mort de la Bièvre (bras naturel par opposition au bras vif artificiel qui coule au nord de la route), une zone prairie et une zone refuge sont acquis par la ville de Massy y aménager un espace naturel en partie ouvert au public depuis le 1er juillet 2018[7].
- Au sud-est, une ZAC est créée où 1000 logements ont été construits par des promoteurs à partir de 2018[8].

## Galerie

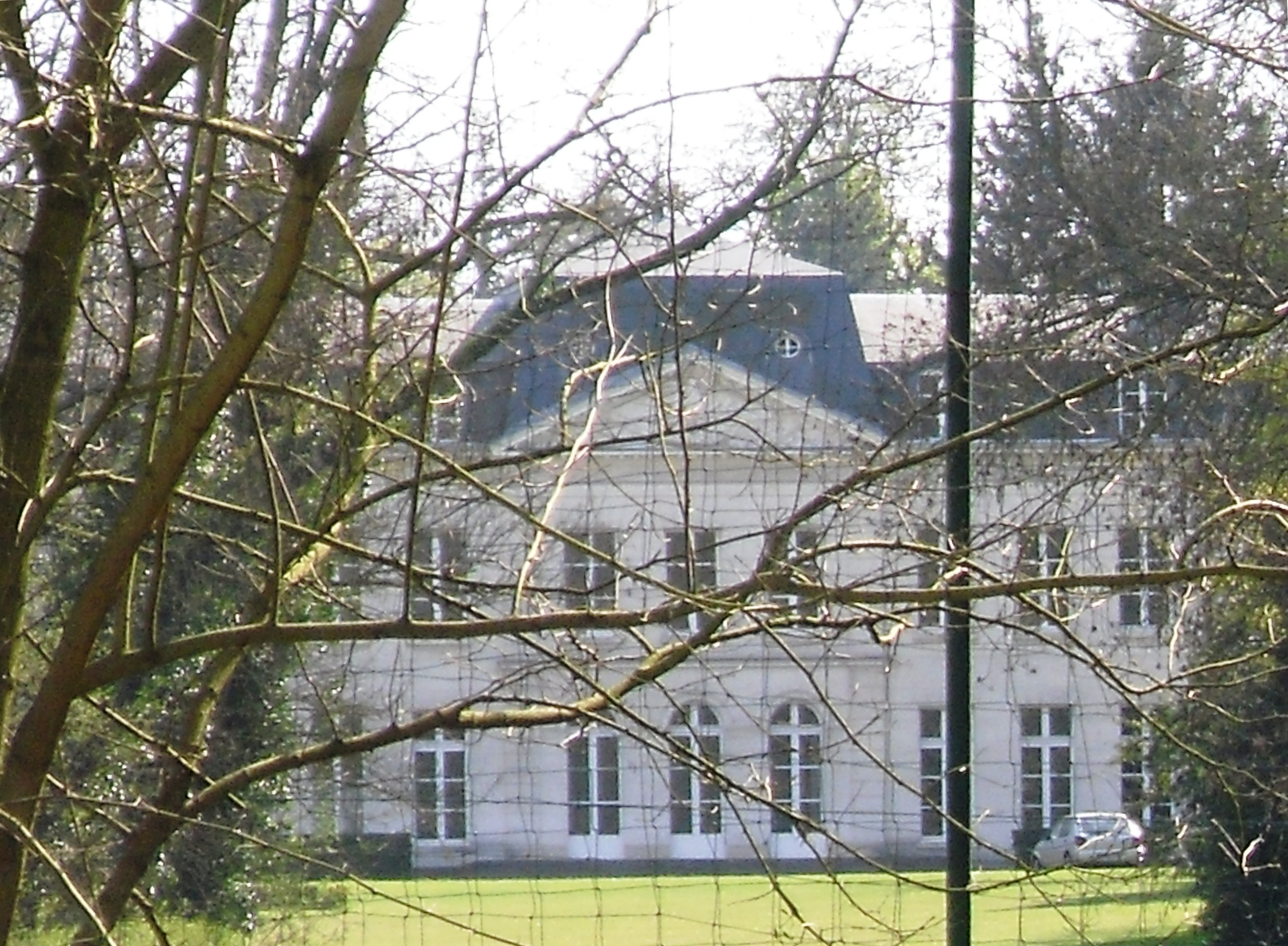
Détail de la façade nord.
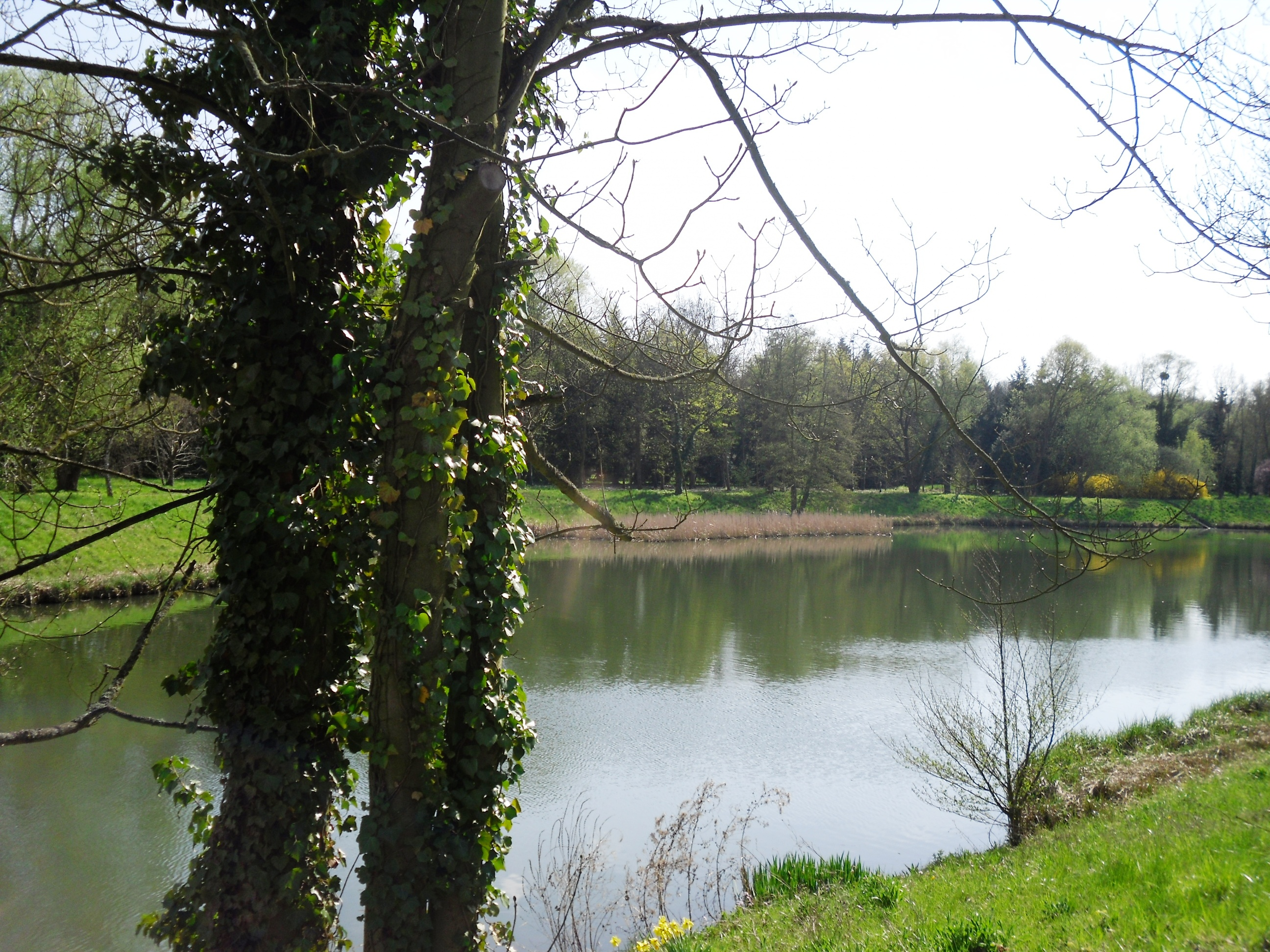
Le lac sur la Bièvre dans le parc.